# Ty, le tigre de Tasmanie 3 : Nuit du Quinkan
Ty, le tigre de Tasmanie 3 : Nuit du Quinkan (Ty the Tasmanian Tiger 3: Night of the Quinkan) est un jeu vidéo de plates-formes développé par Krome Studios, sorti en 2005 sur GameCube, PlayStation 2, Xbox et Game Boy Advance.

## Accueil
- IGN : 6,9/10[1]